# Eurhopalothrix rothschildi
Eurhopalothrix rothschildi é uma espécie de formiga do gênero Eurhopalothrix, pertencente à subfamília Myrmicinae.